# Zeta Tauri

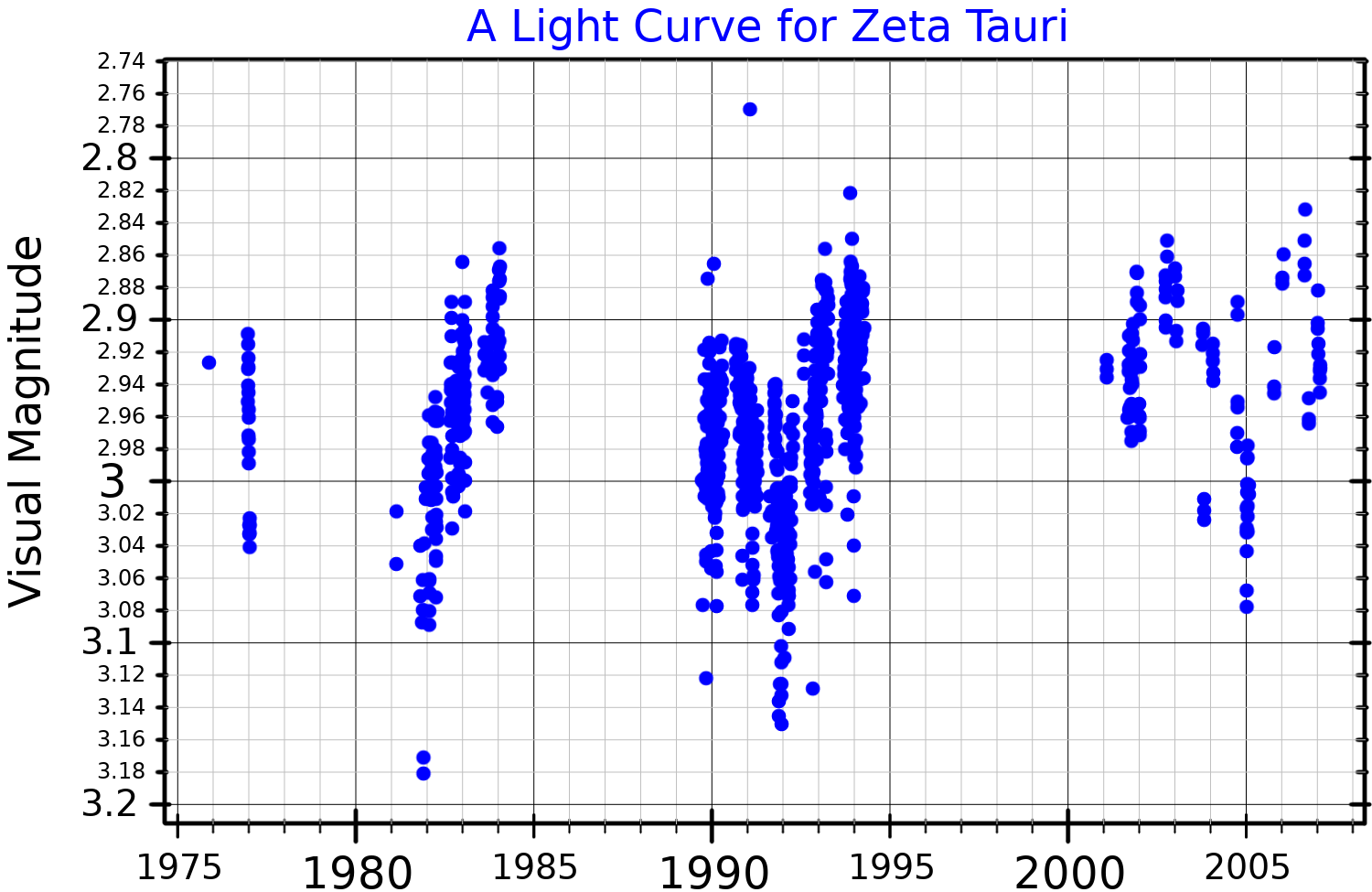
Lichtkromme van Zeta Tauri

Zeta Tauri is een spectroscopische dubbelster in het sterrenbeeld Stier. Het dubbelsysteem bestaat uit een hoofdreeksster en een neutronenster of een witte dwerg.